# Жамбылский сельский округ (Северо-Казахстанская область)
Жамбылский сельский округ (каз. Жамбыл ауылдық округі) — административная единица в составе Жамбылского района Северо-Казахстанской области Казахстана. Административный центр — село Жамбыл.
Население — 1317 человек (2009, 2244 в 1999, 3150 в 1989).
Прежнее название — Жамбылский сельсовет. В состав сельского округа вошла территория ликвидированного Суаткольского сельского совета (села Суатколь, Есперлы).

## Состав
В состав округа входят такие населенные пункты:
| Населенный пункт | Население, человек (1989) | Население, человек (1999) | Население, человек (2009) |
| ---------------- | ------------------------- | ------------------------- | ------------------------- |
| Амангельды, село | 473                       | 359                       | 198                       |
| Жамбыл, село     | 1361                      | 762                       | 478                       |
| Есперлы, село    | 373                       | 451                       | 323                       |
| Караагаш, село   | 116                       | 104                       | 72                        |
| Суатколь, село   | 827                       | 568                       | 246                       |